# Прукалоприд
Прукалоприд — лекарственный препарат для лечения запоров. Одобрен для применения: Россия, EMA (2009), Канада (2011), Израиль (2014), США (2018).

## Механизм действия
Агонист серотониновых рецепторов 5-HT4. Прукалоприд стимулирует сокращения в продольных гладких мышцах толстой кишки путем стимулирования высвобождения ацетилхолина посредством активации рецепторов 5-НТ4 на пресинаптических холинергических кишечных нейронах, а также индуцирует релаксацию толстой кишки за счет продольных гладких мышц и прямой кишки человека через локальную активацию 5-HT4-рецепторов.

## Показания
Хронические идиопатические запоры.

## Противопоказания
- Гиперчувствительность
- перфорация или обструкция кишечника